# Rio dos Patos (vattendrag i Brasilien, Goiás, lat -15,58, long -49,45)
Rio dos Patos är ett vattendrag i Brasilien.   Det ligger i delstaten Goiás, i den centrala delen av landet, 160 km väster om huvudstaden Brasília.
Omgivningen kring Rio dos Patos är huvudsakligen savann. Området är  glesbefolkat, med 18 invånare per kvadratkilometer.